# Stefan Popiel
Stefan Ignacy Popiel (19 maggio 1896 – 22 dicembre 1927) è stato un calciatore polacco, di ruolo portiere.

## Carriera

### Club
Ha giocato tutta la carriera nel campionato polacco.

### Nazionale
Con la Nazionale ha preso parte alle Olimpiadi del 1924.